# Бергамо
Бергамо (итал. Bergamo) је познати град у северној Италији. Бергамо је трећи највећи град у покрајини Ломбардији и управно средиште истоименог округа.
Бергамо је познат пре свега захваљујући добро очуваном старом градском језгру на стрмом брду изнад савременог града. Одатле се пружају прелепе панораме на град и околину.

## Географија
Бергамо се налази у северном делу Италије. Од престонице Рима град је удаљен 610 км северно, а од седишта покрајине, Милана, свега 40 км североисточно. Због тога област Бергама потпада под метрополитенско подручје Милана.
На четири километра од града налази се Међународни аеродром Орио ал Серио (Аеродром Милано-Бергамо).

### Рељеф
Бергамо се налази у северном делу Падске низије. Град је смештен у јужном подручју Алпа, тако да се брда и брегови издижу непосредно северно од града. Јужно од града је равничарско тле.

### Клима
Клима у Бергаму је измењена континентална клима са знатним утицајем средоземне климе са мора. Стога су зиме нешто блаже, а лета топлија и сувља него у условима праве континенталне климе.

### Воде
Кроз градско језгро протиче речица Серио. У близини града се налазе позната језера Комо и Изео.

## Историја
Сматра се да су Бергамо под првим називом Бергомум основали Келти у 2. веку п. н. е. Касније су га освојили Римљани, у 2. веку п. н. е., задржавајући стари назив града.
На почетку средњег века стратешки положај донео је Бергаму неколико бурних векова владавине варварских племена (Готи, Визиготи, Ломбарди). После тога град пада под утицај баварских владара, а у ствари стиче независност. Град у 13. веку потпада под Миланско војводство. Међутим, слабљење војводства утицало је да Бергамо дође у руке Млетачке републике на почетку 1428. године и такво стање остаје до краја 18. века.
Када је Наполеон 1797. укинуо Млетачку републику Кампоформијским миром почиње време наглих историјских промена за Бергамо. Током Наполеонових ратова Бергамо је био део његове Краљевине Италије, да би потом био део Ломбардо-Венеције, вазалне државе Хабзбуршке монархије. Године 1866. године. Бергамо и околина су придружени новооснованој Краљевини Италији.
Током 20. века Бергамо се брзо развијао као сателит оближњег велеграда Милана и стога данас спада у градове Италије са највишим квалитетом живота.

## Географија
| Клима (Бергамо)            | Клима (Бергамо) | Клима (Бергамо) | Клима (Бергамо) | Клима (Бергамо) | Клима (Бергамо) | Клима (Бергамо) | Клима (Бергамо) | Клима (Бергамо) | Клима (Бергамо) | Клима (Бергамо) | Клима (Бергамо) | Клима (Бергамо) | Клима (Бергамо) |
| Показатељ \ Месец          | .Јан.           | .Феб.           | .Мар.           | .Апр.           | .Мај.           | .Јун.           | .Јул.           | .Авг.           | .Сеп.           | .Окт.           | .Нов.           | .Дец.           | .Год.           |
| -------------------------- | --------------- | --------------- | --------------- | --------------- | --------------- | --------------- | --------------- | --------------- | --------------- | --------------- | --------------- | --------------- | --------------- |
| Средњи максимум, °C (°F)   | 5,4 (41,7)      | 8,3 (46,9)      | 12,3 (54,1)     | 16,9 (62,4)     | 21,9 (71,4)     | 25,7 (78,3)     | 28,3 (82,9)     | 27,6 (81,7)     | 23,9 (75)       | 18,0 (64,4)     | 11,1 (52)       | 6,1 (43)        | 28,3 (82,9)     |
| Средњи минимум, °C (°F)    | −2,3 (27,9)     | −0,3 (31,5)     | 2,7 (36,9)      | 6,3 (43,3)      | 10,6 (51,1)     | 14,2 (57,6)     | 16,5 (61,7)     | 16,1 (61)       | 13,2 (55,8)     | 8,2 (46,8)      | 3,6 (38,5)      | −1,7 (28,9)     | −2,3 (27,9)     |
| Количина падавина, mm (in) | 64 (25,2)       | 69 (27,2)       | 78 (30,7)       | 103 (40,6)      | 99 (39)         | 133 (52,4)      | 107 (42,1)      | 129 (50,8)      | 84 (33,1)       | 102 (40,2)      | 129 (50,8)      | 68 (26,8)       | 1,165 (458,9)   |
| [ тражи се извор ]         |                 |                 |                 |                 |                 |                 |                 |                 |                 |                 |                 |                 |                 |

## Становништво
Према резултатима пописа становништва 2011. у општини је живело 115.349 становника.
| 1931.  | 1936.  | 1951.   | 1961.   | 1971.   | 1981.   | 1991.   | 2001.   | 2011.   |
| ------ | ------ | ------- | ------- | ------- | ------- | ------- | ------- | ------- |
| 80.050 | 86.788 | 104.166 | 115.887 | 128.096 | 122.142 | 114.936 | 113.143 | 115.349 |

Године 2008. Бергамо је имао близу 120.000 становника, што је 2 пута више него пре једног века. Бергамо има и знатно приградско подручје, са којим броји готово пола милиона становника.
Град данас има значајан удео имигрантског становништва. 90% становника су грађани Италије. Осталих 10% су досељеници из свих крајева свега, али највише са Балкана.

## Познате личности
- Гаетано Доницети (1797-1848)
- Ђузепе Гарибалди (1807-1882)
- Ђакомо Карара (1714-1796)
- Пјетро Локатели (1695-1764)

## Градске знаменитости
Бергамо спада у најзначајнија туристичка одредишта у Ломбардији, пре свега захваљујући добро очуваном старом градском језгру на стрмом брду изнад савременог града. Са старог града пружају се прелепе панораме на град и околину.
У Бергаму се налази чувени музеј уметности, Академија Карара.

## Спорт
Познат је фудбалски клуб Аталанта.

## Галерија
- Црква Санта Марија Мађоре
- Градска библиотека
- Градска катедрала
- Торањ Гомбито
- Бергамо - доњи град
- Једна од градских капија
- Палата Медолаго
- Венецијанска тврђава Ла Рока

## Партнерски градови
- Милуз
- Гринвил (Јужна Каролина)
- Пуебло
- Твер
- Олкуш
- Бенгбу
- Буенос Ајрес
- Cochabamba
- Мендоза
- Риоха